# جام ملت‌های آمریکای جنوبی ۱۹۲۴
جام ملت‌های آمریکای جنوبی ۱۹۲۴ (انگلیسی: 1924 South American Championship) هشتمین دوره جام ملت‌های آمریکای جنوبی می‌باشد که از تاریخ ۱۲ اکتبر تا ۲ نوامبر ۱۹۲۴ به میزبانی اروگوئه در شهر مونته‌ویدئو برگزار شد و اروگوئه موفق شد با قهرمانی در این مسابقات پنجمین قهرمانی خود را دست‌آورد.

## مروری بر مسابقات

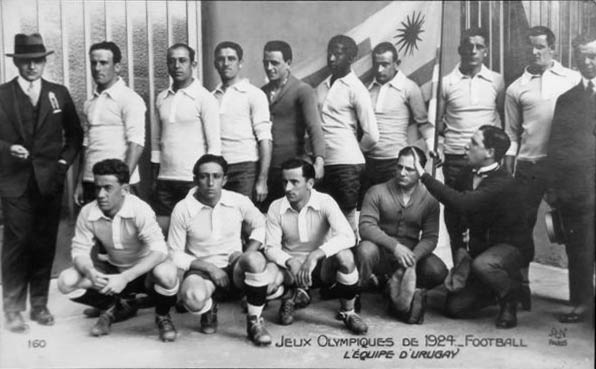
تیم ملی اروگوئه قهرمان جام ملت‌های آمریکای جنوبی ۱۹۲۴

کونمبول از اتحادیه فوتبال پاراگوئه خواست تا برگزاری مسابقات را بر عهده بگیرد، اما به دلیل عدم وجود زیرساخت‌های مناسب برای برگزاری چنین رویدادی از این کار امتناع ورزید. در نهایت کنفدراسیون آمریکای جنوبی، به احترام قهرمانی اروگوئه در بازی‌های المپیک تابستانی ۱۹۲۴ پاریس و کسب مدال طلا میزبانی را مجدد به اروگوئه واگذار کرد. کشورهای آرژانتین، شیلی، پاراگوئه و اروگوئه در این مسابقات شرکت کردند ولی برزیل از حضور در این دوره از مسابقات انصراف داد.
هیچ مسابقه مقدماتی برای ورود به مرحله نهایی مسابقات وجود نداشت. همه مسابقات در یک شهر برگزار شد. همه تیم‌ها در یک گروه قرار گرفتند و با یکدیگر به رقابت پرداختند. تیمی که بهترین نتیجه را کسب می‌کرد قهرمان مسابقات می‌شد. دو امتیاز برای برد، یک امتیاز برای تساوی و صفر برای یک شکست در نظر گرفته شد. اگر در جدول رده‌بندی شرایط امتیاز یکسان بود، یک مسابقه پلی آف برای تعیین قهرمان برگزار شد.

## ورزشگاه‌ها
| مونته‌ویدئو               |
| ------------------------ |
| ورزشگاه گران پارک سنترال |
| ظرفیت: ۲۰٬۰۰۰            |
|                          |

## مسابقات
| تیم      | بازی | برد | مساوی | باخت | گل زده | گل خورده | تفاضل گل | امتیاز |
| -------- | ---- | --- | ----- | ---- | ------ | -------- | -------- | ------ |
| اروگوئه  | ۳    | ۲   | ۱     | ۰    | ۸      | ۱        | +۷       | ۵      |
| آرژانتین | ۳    | ۱   | ۲     | ۰    | ۲      | ۰        | +۲       | ۴      |
| پاراگوئه | ۳    | ۱   | ۱     | ۱    | ۴      | ۴        | ۰        | ۳      |
| شیلی     | ۳    | ۰   | ۰     | ۳    | ۱      | ۱۰       | −۹       | ۰      |

| آرژانتین | ۰–۰ | پاراگوئه |
| -------- | --- | -------- |
|          |     |          |

| اروگوئه                                                       | ۵–۰ | شیلی |
| ------------------------------------------------------------- | --- | ---- |
| پدرو پترون ۴۰'، ۵۳'، ۸۸' · پدرو زینگونه ۷۳' · آنخل رومانو ۷۸' |     |      |

| آرژانتین              | ۲–۰ | شیلی |
| --------------------- | --- | ---- |
| Sosa ۵' · Loyarte ۷۸' |     |      |

| اروگوئه                                        | ۳–۱ | پاراگوئه        |
| ---------------------------------------------- | --- | --------------- |
| پدرو پترون ۲۸' · آنخل رومانو ۳۷' · پدرو سی ۵۳' |     | Urbita Sosa ۷۷' |

| پاراگوئه                   | ۳–۱ | شیلی              |
| -------------------------- | --- | ----------------- |
| López ۱۵'، ۳۳' · Rivas ۵۲' |     | David Arellano ۶' |

| اروگوئه | ۰–۰ | آرژانتین |
| ------- | --- | -------- |
|         |     |          |

## نتیجه
| جام ملت‌های آمریکای جنوبی ۱۹۲۴ |
| ----------------------------- |
| · اروگوئه · پنجمین عنوان      |

## گلزنان
۴ گل
- Pedro Petrone

۲ گل
- Ildefonso López
- Ángel Romano

۱ گل
- Gabino Sosa
- Juan Loyarte
- David Arellano
- Gerardo Rivas
- Pasiano Urbita Sosa
- José Cea
- Pedro Zingone